# Roland Grapow
Roland Grapow (* 30. srpna 1959 Hamburk, Západní Německo) je německý kytarista.
Před působením ve skupině Helloween byl Grapow členem skupiny Rampage, ke které nastoupil zhruba v roce 1979 a nahrál s nimi dvě studiová alba Victim Of Rock z roku 1980 a Love Lights Up The Night z roku 1982. Rok na to ze skupiny odešel, nebyl hudebně aktivní a živil se jako automechanik, až dokud mu Michael Weikath v roce 1989 nezavolal, aby mu nabídl místo ve skupině Helloween.
Ve speed metalové skupině Helloween hrál dvanáct let a podílel se na deskách Pink Bubbles Go Ape, Chameleon, Master of the Rings, The Time of the Oath, High Live, Better Than Raw, Metal Jukebox a The Dark Ride. V roce 2001 spolu s bubeníkem Uli Kuschem po uměleckých i lidských rozepřích s kytaristou Michaelem Weikathem odešel.
Již během působení ve skupině Helloween měl Grapow svůj sólový projekt, skupinu Masterplan, která se po odchodu z Helloween stala jeho hlavní kapelou. V roce 2017 se připojil k české metalové skupině Kreyson. V roce 2019 ohlásil ze skupiny odchod.
Na koncertě v Detvě se zamiloval do krásné Slovenky a roku 2005 se přestěhoval z Hamburku do vesnice Zvolenská Slatina. Zde má své soukromé nahrávací studio Grapow Studios, kde nahrává alba množství metalových kapel.